# 摩羅廟街

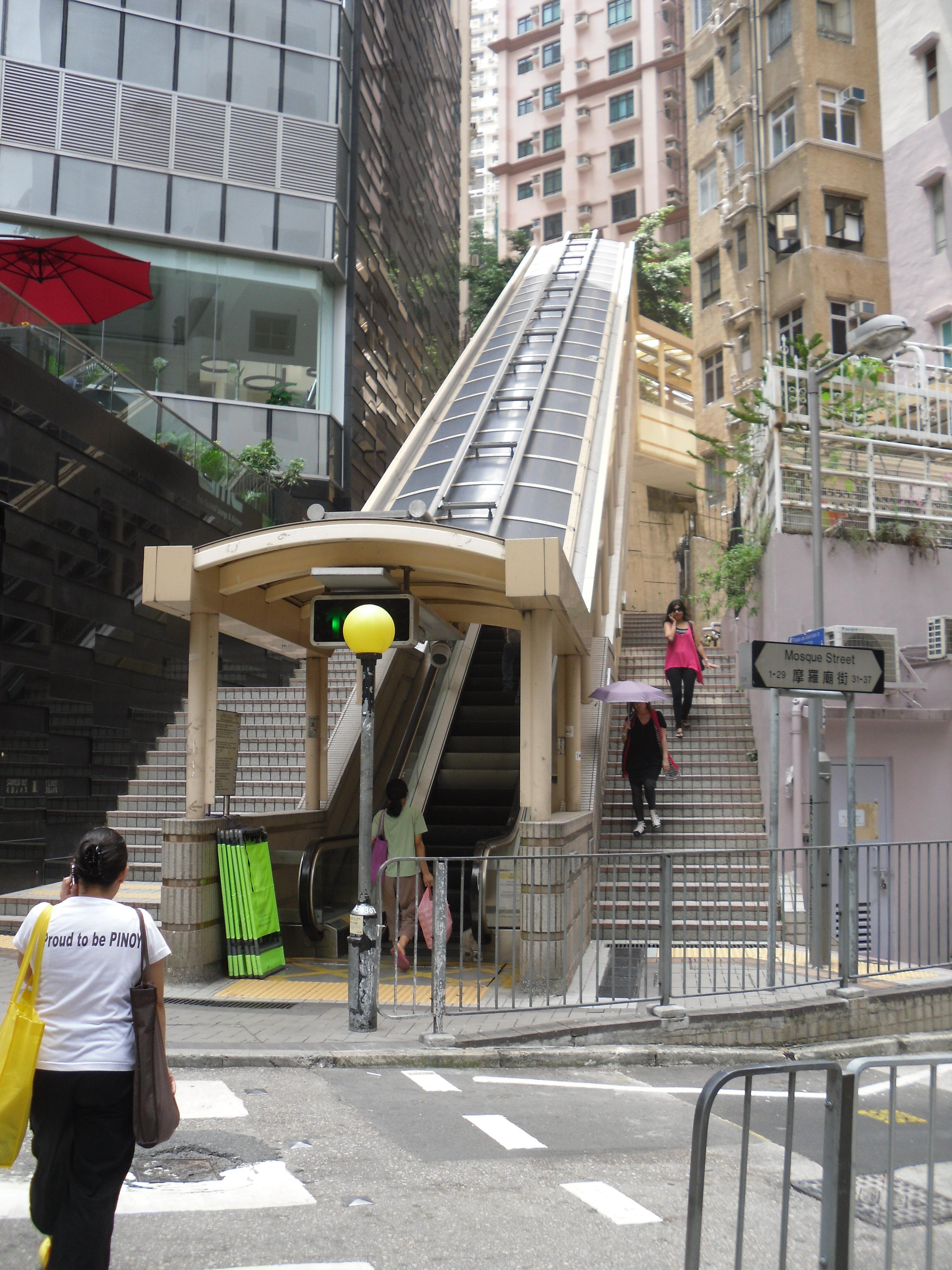
摩羅廟街自動扶手電梯 (2011年)

摩羅廟街（英語：Mosque Street），是香港島半山區一條單行馬路，行車由西邊卑利街入，經中環至半山自動扶手電梯系統及些利街清真寺，再上至嘉兆臺，東出羅便臣道，全長不過200米。摩羅廟街命名來自毗鄰的清真寺。摩羅廟街與鄰近的摩羅廟交加街上有若干服務式住宅，由於離中環金融區只需十數分鐘的步行距離而頗受白領人士歡迎。